# Great Tits Heat!
Great Tits Heat! è il primo album del gruppo musicale italiano The Bastard Sons of Dioniso, pubblicato nel 2006, quando la band non era ancora nota al grande pubblico. Tutte le tracce sono state scritte dai The Bastard Sons of Dioniso.

## Il disco
Il titolo dell'album in italiano significa grosse tette riscaldano e gioca sull'assonanza con l'espressione in lingua inglese greatest hits, tipico titolo di una raccolta di brani musicali.

## Tracce
1. Ever-Full Bag - 3:43
2. Alice in Wonderland - 4:02
3. Clean Your Hands - 3:28
4. Eagle Gate Syndrome - 3:28
5. The Happy Fake Surgeon - 4:07
6. Making Mattress - 3:02
7. Toss of Down - 3:50
8. Want to Roll in the Hay - 9:55 *

* L'ottava traccia contiene una versione acustica registrata dal vivo del brano Alice in Wonderland come traccia fantasma, dalla durata di 6:45.

## Formazione
- Jacopo Broseghini - basso elettrico, voce
- Michele Vicentini - chitarra elettrica, voce
- Federico Sassudelli - batteria, voce